# Еро (река)
Еро (фр. Hérault) је река у Француској. Дуга је 148 km. Улива се у Средоземно море. 